# Elmer Flick
Elmer Harrison Flick (Bedford, Ohio, 11 de enero de 1876-Bedford, Ohio, 9 de enero de 1971), más conocido como Elmer Flick, fue un jugador profesional estadounidense de béisbol que se desempeñó en la posición de jardinero derecho en las Grandes Ligas de Béisbol (MLB). Es miembro del Salón de la Fama del Béisbol.

## Carrera
Flick jugó como profesional cuatro temporadas en Philadelphia Phillies (1898-1901), después pasó a Philadelphia Athletics (1892), luego a Cleveland Guardians, donde jugó nueve temporadas (1902-1910), y fue el equipo en el que se retiró.

## Reconocimiento
En 1963, ingresó como miembro al Salón de la Fama del Béisbol.